# Makabaye (Meri)
Makabaye  (ou Makabaï) est une localité du Cameroun située dans l'arrondissement de Meri, le département du Diamaré et la région de l’Extrême-Nord. Elle fait partie du canton de Ouazzang.

## Population
En 1974, la localité comptait 340 habitants, des Moufou.
Lors du dernier recensement de 2005, on y a dénombré 1 137 personnes, soit 570 hommes (50,13%) pour 567 femmes (49,87 %). 